# World Grand Prix
De World Grand Prix is een internationaal dartstoernooi van de Professional Darts Corporation dat vanaf 1998 jaarlijks plaatsvindt in oktober. Nadat het toernooi een aantal edities van locatie veranderde, wordt de World Grand Prix sinds 2001 gehouden in het Citywest Convention Centre in Dublin. In 2020 werd het toernooi gespeeld in de Ricoh Arena in Coventry en sinds 2021 in de Morningside Arena in Leicester.  
Aan het dartstoernooi nemen 32 darters deel: de top-16 van de PDC Order of Merit wordt gecompleteerd door 16 darters van de Pro Tour Order of Merit. Het knock-outsysteem bestaat uit vijf rondes.
In tegenstelling tot het gebruikelijke 501-spel kent de World Grand Prix een alternatief spelconcept: de deelnemers dienen iedere leg te openen en te beëindigen met een dubbel (of bull's eye); zo kan het dus voorkomen dat een speler een leg uitgooit zonder dat de tegenstander eraan is begonnen.
Tot 2007 kwalificeerde na afloop van het toernooi de top-6 van de PDC-ranking zich voor de Premier League Darts. Tegenwoordig worden deze plaatsen, inclusief de twee wildcards, na het World Darts Championship verdeeld.
Brendan Dolan uit Noord-Ierland gooide in 2011 de eerste 9-darter ooit op dit toernooi. Hij deed dit in een halve finale tegen James Wade. Hij begon met dubbel 20, triple 20, triple 20 (160). Daarna gooide hij triple 20, triple 20, triple 20 (180) en triple 20, triple 17, Bull's eye (161). Tijdens de editie in 2014 gooiden James Wade en Robert Thornton in hun wedstrijd in de tweede ronde allebei een 9-darter. Nooit eerder werd er op een televisietoernooi in één wedstrijd door beide spelers een 9-darter gegooid.
Michael van Gerwen won in 2012 als eerste Nederlander dit toernooi. De edities van 2014, 2016, 2018 en 2019 werden eveneens door Van Gerwen gewonnen, waarmee hij alleen de Engelsman Phil Taylor voor zich moet duiden op de ranglijst.

## Hoofdsponsors
| Sponsor        | Jaren      |
| -------------- | ---------- |
| geen           | 1998–2001  |
| Paddy Power    | 2002–2003  |
| Sky Bet        | 2004–2007  |
| Sky Poker      | 2008–2009  |
| Bodog          | 2010       |
| PartyPoker.com | 2011–2015  |
| Unibet         | 2016–2018  |
| BoyleSports    | 2019-heden |

## Finales
| Jaar | Winnaar (gemiddelde in finale) | Legs/Sets | Runner-up (gemiddelde in finale) | Prijzenpot  | Winnaar     | Runner-up  | Locatie                                     |
| ---- | ------------------------------ | --------- | -------------------------------- | ----------- | ----------- | ---------- | ------------------------------------------- |
| 1998 | Phil Taylor (94,61)            | 13 – 8    | Rod Harrington (86,64)           | £ 38.000,-  | £ 9.000,-   | £ 5.000,-  | Casino Rooms, Rochester, Kent               |
| 1999 | Phil Taylor (92,59)            | 6 – 1     | Shayne Burgess (81,26)           | £ 38.000,-  | £ 9.000,-   | £ 5.000,-  | Casino Rooms, Rochester, Kent               |
| 2000 | Phil Taylor (91,32)            | 6 – 1     | Shayne Burgess (81,48)           | £ 70.000,-  | £ 15.000,-  | £ 7.500,-  | Crosbie Cedars Hotel, Rosslare              |
| 2001 | Alan Warriner-Little (83,52)   | 8 – 2     | Roland Scholten (81,84)          | £ 78.000,-  | £ 15.000,-  | £ 7.500,-  | Citywest Convention Centre, Dublin          |
| 2002 | Phil Taylor (100,17)           | 7 – 3     | John Part (88,62)                | £ 70.000,-  | £ 14.000,-  | £ 7.000,-  | Citywest Convention Centre, Dublin          |
| 2003 | Phil Taylor (94,80)            | 7 – 2     | John Part (83,25)                | £ 76.000,-  | £ 15.000,-  | £ 7.500,-  | Citywest Convention Centre, Dublin          |
| 2004 | Colin Lloyd (85,29)            | 7 – 3     | Alan Warriner-Little (77,91)     | £ 103.000,- | £ 20.000,-  | £ 10.000,- | Citywest Convention Centre, Dublin          |
| 2005 | Phil Taylor (90,74)            | 7 – 1     | Colin Lloyd (82,05)              | £ 100.000,- | £ 20.000,-  | £ 10.000,- | Citywest Convention Centre, Dublin          |
| 2006 | Phil Taylor (88,24)            | 7 – 4     | Terry Jenkins (82,51)            | £ 130.000,- | £ 25.000,-  | £ 12.500,- | Citywest Convention Centre, Dublin          |
| 2007 | James Wade (86,03)             | 6 – 3     | Terry Jenkins (84,58)            | £ 200.000,- | £ 50.000,-  | £ 20.000,- | Citywest Convention Centre, Dublin          |
| 2008 | Phil Taylor (97,81)            | 6 – 2     | Raymond van Barneveld (90,42)    | £ 250.000,- | £ 50.000,-  | £ 25.000,- | Citywest Convention Centre, Dublin          |
| 2009 | Phil Taylor (97,07)            | 6 – 3     | Raymond van Barneveld (86,62)    | £ 350.000,- | £ 100.000,- | £ 40.000,- | Citywest Convention Centre, Dublin          |
| 2010 | James Wade (88,92)             | 6 – 3     | Adrian Lewis (89,33)             | £ 350.000,- | £ 100.000,- | £ 40.000,- | Citywest Convention Centre, Dublin          |
| 2011 | Phil Taylor (90,29)            | 6 – 3     | Brendan Dolan (84,68)            | £ 350.000,- | £ 100.000,- | £ 40.000,- | Citywest Convention Centre, Dublin          |
| 2012 | Michael van Gerwen (87,53)     | 6 – 4     | Mervyn King (81,96)              | £ 350.000,- | £ 100.000,- | £ 40.000,- | Citywest Convention Centre, Dublin          |
| 2013 | Phil Taylor (97,67)            | 6 – 0     | Dave Chisnall (81,29)            | £ 350.000,- | £ 100.000,- | £ 40.000,- | Citywest Convention Centre, Dublin          |
| 2014 | Michael van Gerwen (90,81)     | 5 – 3     | James Wade (89,26)               | £ 400.000,- | £ 100.000,- | £ 45.000,- | Citywest Convention Centre, Dublin          |
| 2015 | Robert Thornton (96,79)        | 5 – 4     | Michael van Gerwen (90,79)       | £ 400.000,- | £ 100.000,- | £ 45.000,- | Citywest Convention Centre, Dublin          |
| 2016 | Michael van Gerwen (100,29)    | 5 – 2     | Gary Anderson (92,73)            | £ 400.000,- | £ 100.000,- | £ 45.000,- | Citywest Convention Centre, Dublin          |
| 2017 | Daryl Gurney (88,50)           | 5 – 4     | Simon Whitlock (83,53)           | £ 400.000,- | £ 100.000,- | £ 45.000,- | Citywest Convention Centre, Dublin          |
| 2018 | Michael van Gerwen (88,85)     | 5 – 2     | Peter Wright (91,61)             | £ 400.000,- | £ 100.000,- | £ 45.000,- | Citywest Convention Centre, Dublin          |
| 2019 | Michael van Gerwen (94,74)     | 5 – 2     | Dave Chisnall (93,33)            | £ 450.000,- | £ 110.000,- | £ 50.000,- | Citywest Convention Centre, Dublin          |
| 2020 | Gerwyn Price (88,19)           | 5 – 2     | Dirk van Duijvenbode (87,07)     | £ 450.000,- | £ 110.000,- | £ 50.000,- | Ricoh Arena, Coventry                       |
| 2021 | Jonny Clayton (94.44)          | 5 – 1     | Gerwyn Price (92.47)             | £ 450.000,- | £ 110.000,- | £ 50.000,- | Morningside Arena/Mattiola Arena, Leicester |
| 2022 | Michael van Gerwen (91.07)     | 5 – 3     | Nathan Aspinall (91.88)          | £ 550.000,- | £ 130.000,- | £ 60.000,- | Morningside Arena/Mattiola Arena, Leicester |
| 2023 | Luke Humphries (93.30)         | 5 – 2     | Gerwyn Price (91.00)             | £ 600.000,- | £ 120.000,- | £ 60.000,- | Morningside Arena/Mattiola Arena, Leicester |
| 2024 | Mike De Decker (92.06)         | 6 – 4     | Luke Humphries (90.56)           | £ 600.000,- | £ 120.000,- | £ 60.000,- | Morningside Arena/Mattiola Arena, Leicester |

## Finalisten
| Speler                | Gewonnen | Runner-up |
| --------------------- | -------- | --------- |
| Phil Taylor           | 11       | 0         |
| Michael van Gerwen    | 6        | 1         |
| James Wade            | 2        | 1         |
| Gerwyn Price          | 1        | 2         |
| Colin Lloyd           | 1        | 1         |
| Alan Warriner-Little  | 1        | 1         |
| Luke Humphries        | 1        | 1         |
| Jonny Clayton         | 1        | 0         |
| Robert Thornton       | 1        | 0         |
| Daryl Gurney          | 1        | 0         |
| Mike De Decker        | 1        | 0         |
| Shayne Burgess        | 0        | 2         |
| John Part             | 0        | 2         |
| Terry Jenkins         | 0        | 2         |
| Raymond van Barneveld | 0        | 2         |
| Dave Chisnall         | 0        | 2         |
| Rod Harrington        | 0        | 1         |
| Roland Scholten       | 0        | 1         |
| Adrian Lewis          | 0        | 1         |
| Brendan Dolan         | 0        | 1         |
| Mervyn King           | 0        | 1         |
| Gary Anderson         | 0        | 1         |
| Simon Whitlock        | 0        | 1         |
| Peter Wright          | 0        | 1         |
| Dirk van Duijvenbode  | 0        | 1         |
| Nathan Aspinall       | 0        | 1         |

## Nine-dart finishes
| Speler          | Jaar | Ronde        | Resultaat | Tegenstander    |
| --------------- | ---- | ------------ | --------- | --------------- |
| Brendan Dolan   | 2011 | Halve finale | Gewonnen  | James Wade      |
| James Wade      | 2014 | Tweede ronde | Gewonnen  | Robert Thornton |
| Robert Thornton | 2014 | Tweede ronde | Verloren  | James Wade      |

1998 · 1999 · 2000 · 2001 · 2002 · 2003 · 2004 · 2005 · 2006 · 2007 · 2008 · 2009 · 2010 · 2011 · 2012 · 2013 · 2014 · 2015 · 2016 · 2017 · 2018 · 2019 · 2020 · 2021 · 2022 · 2023 · 2024